# Господиня (новела)
«Господи́ня» (фр. La Patronne) — новела французького письменника Гі де Мопассана, видана у 1884 році. Твір розповідає про показну благочесність жінки-рантьє та її любовну пригоду зі студентом. Як і в багатьох інших творах, в цій новелі письменник засуджує ханжество, показну моральність, подвійні стандарти в оцінці власної та чужої поведінки.

## Історія
Ця новела вперше була надрукована в газеті «Gil Blas» 1 квітня 1884 року. Автор присвятив її докторові Барадюку. Пізніше твір увійшов до збірки «Сестри Рондолі». Український переклад «Господині» належить перу Максима Рильського. Новела побачила світ у видавництві «Дніпро» двічі: у восьмитомному зібранні творів Гі де Мопассана (1969—1972) і двотомному виданні вибраних творів письменника (1990).

## Сюжет
Юний Жорж Кервелен приїхав до Парижа на навчання. Батьки, боячись аби хлопець не розтринькав гроші, влаштовують йому проживання в мебльованих кімнатах знайомої жінки-рантьє. І це не випадково, адже сорокалітня пані Кергаран — справжній генерал у спідниці. В її закладі панує жорстка дисципліна. Проте Жорж все ж таки отримує маленьку перемогу — право повертатися пізніше 12-ї години ночі.
Невдовзі випадає нагода скористатися цим потайним привілеєм. Студент знайомиться із продавчинею Еммою, а за три тижні їхній роман сягає кульмінаційної точки. Вночі Жорж проводить дівчину до своєї кімнати, та коли до інтимної близькості залишається лише один крок, на порозі постає пані Кергаран. Виставивши дівчину за двері з великою ганьбою, власниця кімнат починає шпетити студента. За 20 хвилин цієї виховної розмови юнак усвідомлює, що пані Кергаран теж нівроку і несподівано оволодіває нею. Жінка удавано пручається, але залишається задоволеною.